# Чаплыгин (Краснодарский край)
Чаплыгин (также Чаплыгинский) — хутор в Гулькевичском районе Краснодарского края России. Административный центр сельского поселения Союз Четырёх Хуторов.

## Население
| 2002 | 2010  |
| ---- | ----- |
| 1098 | ↘1064 |

## Улицы
- просп. 35 лет Победы,
- ул. Коммунаров,
- ул. Ленина,
- ул. Советская,
- ул. Школьная[5].